# 洛哈尔达
洛哈尔达（Loharda），是印度中央邦德瓦斯县的一个城镇。总人口8101（2001年）。

## 人口
该地2001年总人口8101人，其中男性4195人，女性3906人；0—6岁人口1492人，其中男779人，女713人；识字率47.83%，其中男性为60.17%，女性为34.59%。